# Kiridashi
 (octobre 2019).
Si vous disposez d'ouvrages ou d'articles de référence ou si vous connaissez des sites web de qualité traitant du thème abordé ici, merci de compléter l'article en donnant les références utiles à sa vérifiabilité et en les liant à la section « Notes et références ».

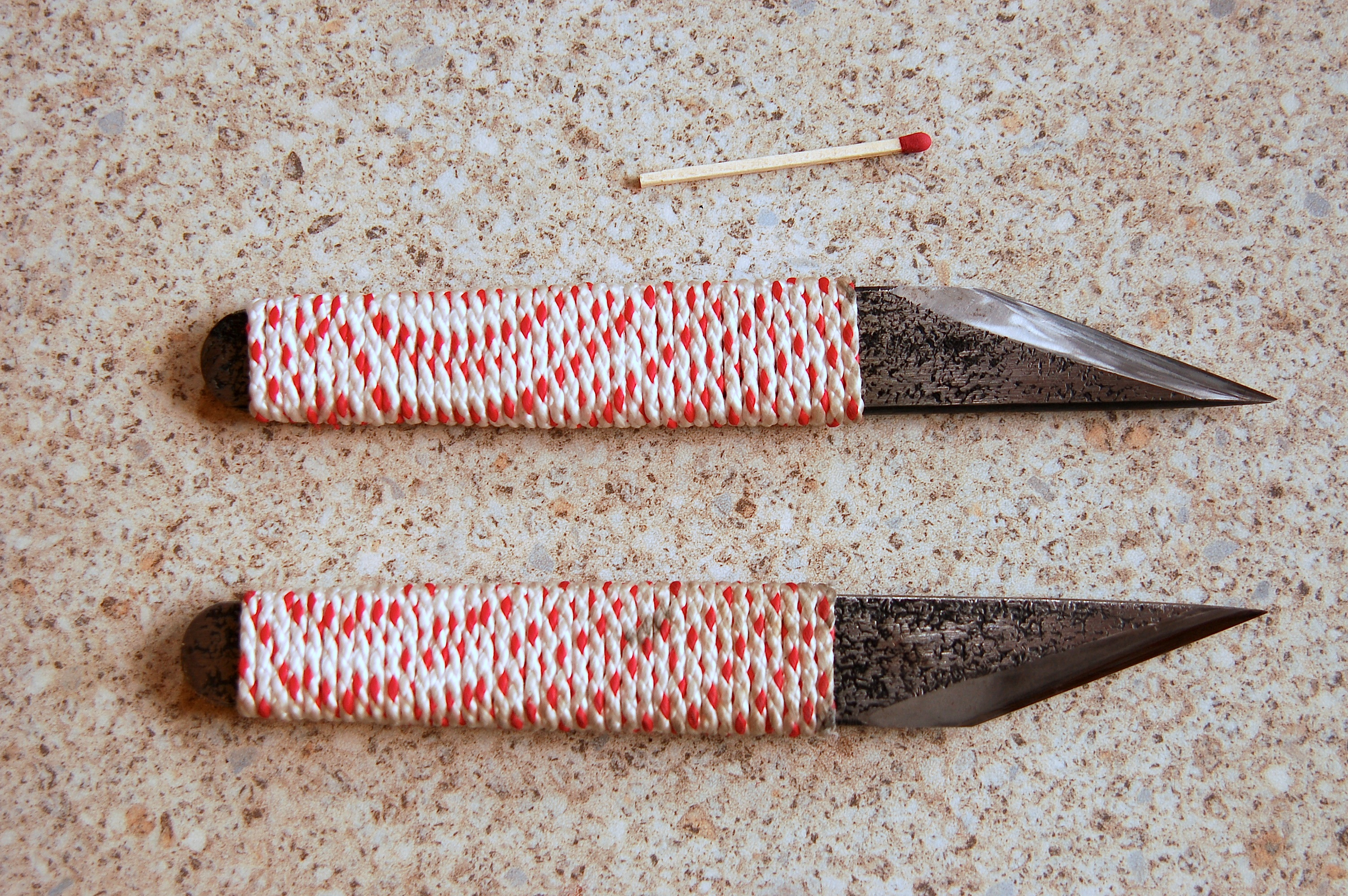
Kiridashi-kogatana, kiridashi avec biseaux droit et gauche.

Le kiridashi (切り出し ; 切出し), kiridashi-kogatana (切り出し小刀), kiridashi-naifu (切り出しナイフ) est un genre de couteau japonais caractérisé par sa lame droite à fort angle d'attaque. L'épaisseur et la hauteur de la lame peuvent varier selon l'usage qu'on lui prête. Les kiridashi sont généralement droits, mais peuvent aussi arborer une forme de virgule ou de queue de poisson.
Les kiridashi se trouvent à tous les prix, de quelques centaines à plusieurs milliers de yens (de quelques euros à quelques dizaines d'euros).

## Lame
La lame est généralement constituée de feuilles d'acier laminées : une feuille d'acier dur (par exemple une feuille de tamahagane pour les objets de collection) est laminée avec au moins une feuille d'acier plus tendre. Les plus coûteux sont ceux faits d'acier damassé, selon la technique suminagashi. Les feuilles forment un bloc solide de trois couches constitué d'une feuille d'acier dur prise en sandwich dans deux feuilles d'acier tendre (la feuille d'acier tranchante est donc au centre). Les lames non laminées, la plupart du temps faites d'acier inoxydable, sont choses rares.
La lame est presque toujours biseautée à droite. Les lames biseautées d'un seul côté permettent de découper à angle droit ainsi qu'un maniement précis à la règle. De plus, il est possible d'obtenir des surfaces très planes lorsqu’elles sont travaillées par le côté plat de la lame. Il existe aussi des kiridashi pour gauchers qui sont biseautés sur le côté gauche.
L'angle de coupe est, au même titre que la forme de la lame, adapté à un usage précis et se situe généralement entre 20° (travail de finition) et 40° (travail grossier). Le kiridashi peut être très affûté en raison de la structure de la lame, mais sa solidité en pâtira.

## Manche et fourreau
En plus des modèles traditionnels avec des manches en bois et des plus modernes en plastique, il existe de nombreux modèles dans lesquels la soie sert de manche. Elle est souvent gainée de lacets, de lanières de cuir ou de rotin pour protéger et améliorer l'adhérence.
Il y existe également des couteaux à cran d'arrêt et des couteaux à lame rétractable avec une lame kiridashi, mais ils constituent une exception à la règle.

## Utilisation
- Le kiridashi est utilisé dans la transformation du bois pour le placage, l'incrustation et la sculpture. Il est également utilisé par les ébénistes pour un marquage précis au lieu d'un shirabiki.
- Pour le travail du carton et du papier, le kiridashi-kogatana permet une coupe droite et plus précise qu'un cutter car la lame n'a pas de jeu et ne plie pas.
- Au même titre que l’higonokami, il servait avant la démocratisation du taille-crayon à tailler les crayons et les mines de plomb.
- On utilise le kiridashi dans des pépinières pour réaliser divers travaux de finition où la coupe doit être propre et nette.
- Dans la cuisine japonaise, le kiridashi est utilisé pour la sculpture de nourriture décorative, tandis qu'à Osaka, une forme spéciale de kiridashi est utilisée comme unagisaki hōchō.

## Équivalent occidental
Un couteau très similaire est utilisé dans la fabrication de chaussures comme outil principal. On le trouve sous le nom de couteau de cordonnier, de tranchet, ou en espagnol trinchete, en catalan falcilla, en italien trincetto, en allemand Kneip et en anglais shoe knife.